# Émile Chartier
Émile Chartier [emil šartijé] (3. března 1868 Mortagne-au-Perche – 2. června 1951 Le Vésinet), známý pod pseudonymem Alain, byl francouzský filosof, středoškolský profesor a autor množství vtipných i hlubokých esejů.

## Život

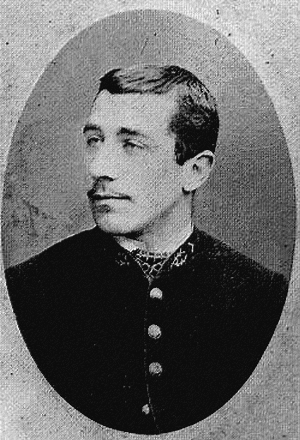
Émile Chartier (cca 1890–1895)

Pocházel z rodiny venkovského zvěrolékaře, studoval lyceum v blízkém Alençonu, které dnes nese jeho jméno, Micheletovo gymnázium ve Vanves a nakonec slavnou École normale supérieure v Paříži. Po promoci učil na různých gymnáziích, od roku 1909 na lyceu Jindřicha IV. v Paříži. Od roku 1903 začal v novinách publikovat svá Propos, krátké fejetony o různých tématech, nejdříve týdně, později denně; do roku 1914 jich uveřejnil přes 3000. Po třech letech na frontě se vrátil 1917 s těžkým zraněním a 1921 vydal „Mars čili odsouzená válka“, ostrou kritiku války i poměrů v armádě. I v následujících letech vydával až tři knížky ročně, vesměs psané ve formě krátkých kapitol a určené k tomu, aby mladé lidi zaujaly pro filosofii a naučily podle ní žít. Roku 1941 vyšly jeho „Základy filosofie“ (Éléments de philosophie), což je pozvání k samostatnému přemýšlení o důležitých a vážných otázkách, opět v krátkých, ale pečlivě uspořádaných kapitolkách.

## Myšlení
Alain byl francouzský radikální demokrat a kritický racionalista, vyškolený Descartem a Comtem, s pevnou důvěrou v možnosti rozumu a s jasným vědomím občanské povinnosti. Jeho spisy, které chtějí především pozvat a povzbudit k soustavnému a samostatnému myšlení, vynikají jasností a není v nich stín pedantství ani akademismu. Cílem filosofie je pro Alaina – jako pro Platóna, Spinozu nebo Kanta – dobré vedení života, založené na odvaze a rozumu. Alain nebyl věřící, ale o náboženství se velmi zajímal a psal o něm s úctou a hlubokým porozuměním.
Díky živému stylu, stručné formě, schopnosti oživit výklad příkladem z běžného života i neustálé pozornosti, kterou věnoval otázkám dobra a zla, je Alain stále oblíbená četba nejen ve Francii a zejména výbory z jeho fejetonů vycházejí i dnes. Za dlouhá léta učitelského působení ovlivnil stovky žáků, kteří se k němu vděčně hlásili. Z jeho žáků vynikli například sociolog Raymond Aron, filosofka Simone Weil, biolog a filosof Georges Canguilhem nebo spisovatel André Maurois.
| „       | Nic není nebezpečnější než myšlenka, pokud má člověk jen jednu. | “ |
| — Alain |                                                                 |   |

| „       | Štěstí je odměna těch, kdo je nehledají. | “ |
| — Alain |                                          |   |